# Agrionoptera alcestis
Agrionoptera alcestis är en trollsländeart som först beskrevs av Lichtenstein 1796.  Agrionoptera alcestis ingår i släktet Agrionoptera och familjen segeltrollsländor. Inga underarter finns listade i Catalogue of Life.